# دراسة فراغية
دراسة فراغية  (بالإنجليزية: Stereology) هو علم الترسيم الحجمي للأجسام على أساس تحديد شكلها على ثلاثة محاور . ويشارك هذا العلم في حقول عديدة تهتم بمعرفة شكل الأجسام والأنسجة على ثلاثة محاور عن طريق تفسير معلومات مكسبة على محورين (تفسير هندسة فراغية على أساس معرفة هندسة المسطحات ). وهي تقنية تستخرج معلومات عددية للأجسام في ثلاثة محاور عن طريق قياسات تقيس مقاطعا للجسم على محورين .

## استخداماتها
للدراسة الفراغية أهمية في التطبيقات الميكروسكوبية وفي دراسة الصخور ، وعلوم المادة و علم الأحياء ، والتشريح و العظام ، و بناء الأعصاب . وقد تقدمت الدراسة الفراغية خصيصا في أوروبا ويستخدم كثيرا في أخذ العينات وعلى الأخص أخذ عينات التشخيص بواسطة أبرة الحقن . وتتميز تلك العينات المأخوذة للتشخيص بأنها تأخذ عينة صغيرة من جسم كبير، ولهذا تعرف الدراسة الفراغية بأنها تمكن من التوصل إلى معلومات على ثلاثة مخاور من خلال معلومات مأخوذة على محورين.
وتعتمد الدراسة الفراغية أو الدراسة الحجمية على قوانين الهندسة الفراغية وعلى الإحصاء حيث تستخدم طرق القياس العشوائي . وهي تحتلف تماما عن طريقة القياس الثلاثي الأبعاد تصوير طبقي محوسب.

## تقديرات عملية
- تعيين نسبة الكوارتز في الأحجار عن طريق قياس الجزء الظاهر من الكوارتز على السطح الأملس للحجر.
- تعيين المساحة السطحية الكلية للمسام لكل سنتيمتر مكعب من خزف عن طريق قياس قطر المسام على السطح الأملس(مضروب في {\displaystyle 4/\pi } )،
- تعيين الطول الكلي للأوعية الرفيعة لكل سنتيمتر مكعب في الأنسجة الحية عن طريق قياس أشكال الأوعية لكل سنتيمتر مربع من عينة حيوية (تضرب في 2) .
- وكذلك بالنسبة إلى الحقيقة العلمية التي تقول أن السطح الداخلي لرئة الإنسان تعادل مساحة ملعب التنس (75 متر مربع) . توصلنا إلى تك الحقيقة العلمية بواسطة الدراسة الفراغية . وكذلك ما يقال بالنسبة إلى تقدير طول الخلايا العصبية الكلي في جسم الأنسان وغيرها .